# Commission centrale pour la construction d'une civilisation spirituelle
 La Commission centrale d'orientation pour la construction de la civilisation spirituelle ( CCOCCS ), aussi connue sous le nom de Commission centrale pour l'orientation du progrès culturel et éthique (CCOPCE), est une commission et un organe politique du Comité central du Parti communiste chinois. Sa mission est de déployer de bâtir une « civilisation spirituelle » ( Jingshen Wenming ) fondée sur le socialisme et d'établir une société socialiste harmonieuse, conformément à la politique officielle du Parti communiste chinois (PCC).
A l'heure actuelle, la présidence est dans la main de Cai Qi, et Li Shulei est son vice-président.

## Histoire
La commission a été établie le 21 avril 1997.
Étant l'un des organes d'étude idéologiques les plus importants du PCC et de la république populaire de Chine, la CCOCCS contrôle la propagande et la diffusion idéologique à l'échelle nationale. Du fait de ses prérogatives, elle empiète sur un autre organe similaire, le Groupe directeur pour la propagande et le travail idéologique.  La Commission et le Groupe dirigeant sont tous deux présidés par le Comité permanent du Politburo, responsable de la propagande, et prévaut sur le département de la propagande du PCC[réf. nécessaire].

## Présidents
1. Ding Guangen (1997–2002)
2. Li Changchun (2002–2013)
3. Liu Yunshan (2013-2017)
4. Wang Huning (2017-2022)
5. Cai Qi (2022–présent)